# NGC 1639
NGC 1639 is een groep van 3 sterren in het sterrenbeeld Eridanus. Het hemelobject werd op 10 december 1835 ontdekt door de Britse astronoom John Herschel.